# Bartoszówka (województwo mazowieckie)
Bartoszówka (do 1919 Skobelewka) – wieś sołecka w Polsce, położona w województwie mazowieckim, w powiecie grodziskim, w gminie Żabia Wola. Leży nad rzeką Pisia Tuczna.
Do 1954 r. siedziba gminy Skuły. W latach 1954–1972 wieś należała i była siedzibą władz gromady Bartoszówka. W latach 1975–1998 miejscowość administracyjnie należała do województwa skierniewickiego.
Po Powstaniu Styczniowym folwark skulski został skonfiskowany i wydzierżawiony, zaś po wojnie rosyjsko-tureckiej, dobra te otrzymał generał Michaił Skobielew. Sprowadził on w 1878 osadników rosyjskich, którzy na przekazanej im ziemi założyli osadę Skobelewka (w 1919 r. na cześć Bartosza Głowackiego nazwę zmieniono na Bartoszówka).
Skuły i Bartoszówka, położone są między dwoma kompleksami leśnymi. Las na wschód od wsi, objęty jest w większości ochroną ścisłą (rez. Skulski Las), zaś w lesie na zachodzie utworzony jest niewielki rez. Skulskie Dęby.

## Szlaki piesze
- Grzegorzewice – Bartoszówka/Skuły – rez. Skulski Las – Żelechów (fragment szlaku Rochna – Młochów)
- Grzegorzewice (stacja PKP) – Bartoszówka/Skuły – Kuklówka Zarzeczna i Radziejowicka – Jaktorów